# Clive Donner
Clive Donner (* 21. Januar 1926 in London; † 7. September 2010 ebenda) war ein britischer Filmregisseur und Filmeditor.

## Leben
Clive Donner war der Sohn eines Violinisten, seine Mutter führte ein Bekleidungsgeschäft. Die Großeltern waren polnische Einwanderer. Zum Film kam er durch Musikaufnahmen seines Vaters für einen Film von Michael Powell zu Beginn der 1940er-Jahre. Er war während der Aufnahmen anwesend und begann anschließend als Editor zu arbeiten. Seine Karriere wurde jedoch durch seinen Militärdienst im Zweiten Weltkrieg unterbrochen.
1957 drehte Donner seinen ersten Film als Regisseur. 1963 verfilmte er das Theaterstück Der Hausmeister von Harold Pinter mit Alan Bates und Donald Pleasence. Er erhielt für diese Arbeit bei der Berlinale 1963 einen „Silbernen Bären“. Sein bekanntester Film entstand 1965 mit großer Starbesetzung: Was gibt’s Neues, Pussy?. In den späteren Jahren verfilmte er vor allem Literatur für das britische Fernsehen. 
Er war von 1970 bis zu deren Tod mit der britischen Kostümbildnerin Jocelyn Rickards verheiratet.

## Filmografie (Auswahl)
Als Regisseur
- 1960: Marriage of Convenience
- 1961: Sir Francis Drake (Fernsehserie)
- 1961: The Sinister Man
- 1965: Der Hausmeister (The Caretaker)
- 1964: Das Beste ist grad’ gut genug (Nothing But the Best)
- 1965: Was gibt’s Neues, Pussy? (What’s New Pussycat?)
- 1968: … unterm Holderbusch (Here We Go Round the Mulberry Bush)
- 1968: Alfred der Große – Bezwinger der Wikinger (Alfred the Great)
- 1980: Die nackte Bombe (The Nude Bomb)
- 1981: Charlie Chan und der Fluch der Drachenkönigin (Charlie Chan and the Curse of the Dragon Queen)
- 1982: Das scharlachrote Siegel (The Scarlet Pimpernel)
- 1984: Charles Dickens’ Weihnachtsgeschichte (A Christmas Carol)
- 1986: Abenteuer im Spielzeugland (Babes in Toyland)
- 1985: Merlin und das Schwert (Athur the King)
- 1988: Zeit der Dunkelheit (Stealing Heaven)
- 1991: Schwarze Hochzeit (For Better … And For Worse)

Als Filmeditor
- 1951: Eine Weihnachtsgeschichte (Scrooge)
- 1952: Der Unwiderstehliche (The Card)
- 1953: Die feurige Isabella (Genevieve)
- 1953: Sein größter Bluff (The Million Pound Note)
- 1954: Flammen über Fernost (The Purple Plain)
- 1955: I Am a Camera